# Sandslash
Sandslash (japanski: サンドパン Sandopan) jedan je od 1025 fiktivnih vrsta Pokémona iz medijske franšize Pokémon, skupa Pokémon videoigara, animiranih serija, manga stripova, knjiga, igraćih karata i drugih medija kojima je tvorac Satoshi Tajiri. Svrha je Sandslasha u videoigrama, animiranoj seriji i manga stripovima, kao i svrha ostalih Pokémona, borba s divljim Pokémonima – neukroćenim stvorenjima koje igrači i likovi pronalaze dok kreću na razne avanture – i pripitomljenim Pokémonima drugih Pokémon trenera.

## Etimologijaimena
Ime Sandslash kombinacija je engleskih riječi "sand" = pijesak, odnoseći se na njegov Zemljani tip, i "slash" = razrezivati, odnoseći se na njegove duge kandže.
Njegovo japansko ime, Sandopan, kombinacija je engleskih riječi "sand" = pijesak, i "pangolin" = ljuskavac, odnoseći se na životinju na kojoj se temelji lik Sandslasha. 

## Pokédex podaci
- Pokémon Red i Blue: Sklupča se u bodljikavu loptu kada se nađe u opasnosti. Sposoban je napasti ili pobjeći u ovom obliku.
- Pokémon Yellow: Vješt je u razrezivanju protivnika svojim kandžama. Ako jedna od njih otpadne, nova će izrasti u toku dana.
- Pokémon Gold: U pokušaju da se sakrije, trčat će uokolo velikom brzinom kako bi podigao zaslješljujuću pješčanu oluju.
- Pokémon Silver: Nevjerojatno brzo kopa, što može dovesti do otpadanja jedne od njegovih kandži. Ipak, nove izrastu tijekom istog dana.
- Pokémon Crystal: Vješt je u penjanju na drveće. Sklupčat će se u bodljikavu loptu, a zatim napasti protivnika s visine.
- Pokémon Ruby: Sandslashovo je tijelo prekriveno čvrstim šiljcima koji su zapravo otvrdnuti dijelovi njegove kože. Jednom godišnje, stari šiljci otpadaju, a zamijene ih novi koji se nalaze odmah ispod starih.
- Pokémon Sapphire: Sandslash je sposoban sklupčati svoje tijelo poput lopte prekrivene šiljcima. Tijekom borbe, ovaj će Pokémon pokušati natjerati protivnika da ustukne napadajući ga svojim šiljcima. Nakon toga, zaskočit će iznenađenog protivnika i divlje ga napasti svojim kandžama.
- Pokémon Emerald: Sklupča se u loptu kako bi se zaštitio od neprijatelja. Na taj se način brani i od toplinskog udara tijekom dana kada se temperatura u njegovoj okolini značajno poveća.
- Pokémon FireRed: Vješt je u napadanju protivnika šiljcima na svojim leđima i oštrim kandžama uz hitri rad nogu.
- Pokémon LeafGreen: Sklupča se u bodljikavu loptu kada se nađe u opasnosti. Sposoban je napasti ili pobjeći u ovom obliku.
- Pokémon Diamond/Pearl/Platinum: Sklupča se u lopticu, a zatim se zalijeće u protivnika svojim leđima. Njegove oštre bodlje izazivaju veliku štetu.

## U videoigrama
Sandshrew je dostupan u gotovo svim generacijama Pokémon videoigara hvatanjem u divljini. U prvoj generaciji igara, endem je za Pokémon Blue inačicu, dok je u igrama druge generacije endem za Pokémon Silver inačicu. U preradama igara prve generacije, isključivo ga se pronalazi u igri Pokémon LeafGreen. 
Sandshrew je sposoban razviti se u Sandslasha nakon dostizanja 22, što je i jedini način njegova dobivanja u igrama treće generacije. 

## Tehnike
| Prirodne tehnike                   | Prirodne tehnike | Prirodne tehnike |
| ---------------------------------- | ---------------- | ---------------- |
| Tehnika                            | Vrsta tehnike    | Razina           |
| Grebanje (Scratch)                 | Normalni         |                  |
| Obrambeno kovrčanje (Defense Curl) | Normalni         |                  |
| Napad pijeskom (Sand-Attack)       | Zemljani         |                  |
| Otrovna bodlja (Poison Sting)      | Otrovni          |                  |
| Brza vrtnja (Rapid Spin)           | Normalni         |                  |
| Brzi okret (Swift)                 | Normalni         |                  |
| Bijesno udaranje (Fury Swipes)     | Normalni         |                  |
| Kotrljanje (Rollout)               | Kameni           |                  |
| Gnječna kandža (Crush Claw)        | Normalni         | 22               |
| Pješčana grobnica (Sand Tomb)      | Zemljani         | 33               |
| Razrezivanje (Slash)               | Normalni         | 40               |
| Žiro lopta (Gyro Ball)             | Čelični          | 45               |
| Pješčana oluja (Sandstorm)         | Kameni           | 52               |

## Statistike
| HP:      | 75  |  |
| Attack:  | 100 |  |
| Defense: | 110 |  |
| Special: | 55  |  |
| SpAtk:   | 45  |  |
| SpDef:   | 55  |  |
| Speed:   | 65  |  |

Statistika Special korištena je samo tijekom prve generacije; kasnije je podijeljenja na Special Attack i Special Defense statistike.

## U animiranoj seriji
U epizodi Good 'Quil Hunting, Pokémon trener imena Koji uputio je Asha u mjesto gdje može uhvatiti Cyndaquila. Nakon što je Ash uhvatio Cyndaquila, trener je izazvao Asha na borbu kako bi odlučili tko će zadržati Cyndaquila. Koji je koristio Sandslasha protiv Ashovog Cyndaquila te naposljetku izgubio borbu.
U epizodi Bulbasaur... the Ambassador, nekoliko Sandslasha pomažu iskopati novo jezero za Travnate Pokémone u laboratoriju profesora Oaka.
Sandslash se prvi puta pojavio u epizodi To Master the Onixpected. Zapeo je unutar kamenog tijela divovskog Onixa izazivajući toliku bol da je Onix divljao i harao svojom okolinom. Bruno, član Elitne četvorke, pomogao mu je izvadivši ga.
Sandslash je bio jedan od Pokémona uhvaćenih i kloniranih od strane Mewtwoa u filmu Mewtwo Strikes Back. Kada je ovaj Pokémon viđen od strane Tima Raketa, pogrešno je protumačen kao njegov prethodni oblik, Sandshrew.